# جيمي جيبسون (لاعب كريكت)
جيمي جيبسون (29 أبريل 1993 في نيوزيلندا - ) (بالإنجليزية: Jamie Gibson)‏ هو لاعب كريكت نيوزلندي.

## وصلات خارجية
- جيمي جيبسون على موقع إي آس بي آن كريك إنفو (الإنجليزية)